# Comunidad de villa y tierra de Caracena

Comunidades de villa y tierra de la Extremadura castellana, Caracena en el centro-derecha del mapa.

comunidad de villa y tierra de Caracena y municipios actuales.

La comunidad de villa y tierra de Caracena la formaban hasta treinta y dos aldeas que estaban divididas en tres sexmos y con una superficie total de 239,35 km².
Situada en la actual provincia de Soria y rodeada por las comunidades de villa y tierra de San Esteban, Osma, Gormaz, Atienza y Ayllón.
Sexmo de Arriba:
- Pedro
- Rebollosa de Pedro
- Santa María de Tiermes
- Sotillos de Caracena
- Manzanares
- Valderromán
- Carrascosa de Arriba

Sexmo de en medio:
- Castro
- Valvenedizo
- Losana
- Peralejo de los Escuderos
- Rebollosa de los Escuderos
- Cañicera
- Tarancueña

Sexmo de Abajo:
- Caracena
- Hoz de Arriba
- Hoz de Abajo
- Carrascosa de Abajo
- Pozuelo
- La Perera
- Madruédano

Despoblados:
- Aldehuela
- El Barrio
- Castrobón
- Jurdiel
- Rejuelas
- San Felices
- San Juan de Adanta
- San Miguel
- Santa María del Val
- Valdegutiérrez
- Valverde

También se haya documentada la pertenencia a la Tierra de la aldea de Ines que alcanzaría la autonomía a través del villazgo, e incluso la de Lumías que pasó posteriormente a la jurisdicción de Berlanga.
La Comarca de Caracena, conocida también como Tiermes-Caracena, o incluso Gormaz-Caracena, es un intento de aglutinar el conjunto de pueblos de este finisterre interior o culo de saco del suroeste de la provincia de Soria, todos aquejados por el endémico mal de la despoblación, todos acosados por el influjo de otras comarcas más poderosas económicamente, todos mal comunicados y pobres también en infraestructuras, pero con unos rasgos culturales semejantes, todos con menos de cien habitantes, la mayoría con menos de veinte. Así no hay forma de hacer una comarca, pero esta comarca es real y no es la del Burgo de Osma, ni la de San Esteban de Gormaz, ni la de Berlanga de Duero.
El pueblo más grande hoy en día es Retortillo y en el debería residir la capitalidad comarcal. Los pueblos de Montejo de Tiermes, Ligos, Torresuso, Cuevas de Ayllón, Noviales y Liceras, que no son históricamente de la Tierra de Caracena si no de la de Ayllón, se incluyen en esta comarca, ya que la de su Villa madre, quedó en la provincia de Segovia.

## Términos municipales de la comarca
Son cinco:
1. Caracena
2. Carrascosa de Abajo
3. Montejo de Tiermes
4. Recuerda
5. Retortillo de Soria

- Datos: Q5780588